# Ване Христов
Иван (Ване, Ванчо) Христов, известен като Черновски, е български революционер, костурски войвода на Вътрешната македоно-одринска революционна организация.

## Биография
Ване Христов е роден в костурското село Чърновища, тогава в Османската империя. Присъединява се към ВМОРО и през Илинденско-Преображенско въстание е войвода на селската чета от Тиолища. През 1904 година влиза в четата на Митре Влаха. Загива заедно с Лука Влашето от Костур на 25 октомври 1904 година във Вишени. Погребан е в братската могила в Апоскеп.